# Melitaea paedotrophos
Melitaea paedotrophos är en fjärilsart som beskrevs av Johann Andreas Benignus Bergsträsser 1780. Melitaea paedotrophos ingår i släktet Melitaea och familjen praktfjärilar. Inga underarter finns listade i Catalogue of Life.